# Ґудзівка (станція)
Гудзі́вка — проміжна вантажна залізнична станція Шевченківської дирекції Одеської залізниці на неелектрифікованій лінії Багачеве — Дашуківка між станціями Багачеве (11 км) та Лисянка (27 км). Розташована в місті Звенигородка Звенигородського району Черкаської області. На станції здійснюється лише вантажна робота.